# Rugonfalvi Kiss István
Rugonfalvi Kiss István (Csíkgyimes, 1881. január 14. – Biharkeresztes, 1957. április 9.) a debreceni egyetem történelmi intézetének oktatója és igazgatója, a Magyar Heraldikai és Genealógiai Társaság tagja.

## Életpályája
Az udvarhelyszéki Rugonfalváról eredő tekintélyes primori család leszármazottja. Édesapja Kiss Ferenc pénzügyőrtiszt, édesanyja Bálint Júlia volt. Az elemi iskolát Csíkszentgyörgyön végezte, majd  a székelykeresztúri unitárius és a székelyudvarhelyi református gimnáziumba járt. Tizenhat éves korában édesapja meghalt, ezért a család visszaköltözött az ősi fészekbe, Rugonfalvára. Hogy tanulmányait folytatni tudja, tanítványokat vállalt.
1898-ban beiratkozott a budapesti Pázmány Péter Tudományegyetem bölcsészeti karára, latin–történelem szakra. Ezzel párhuzamosan két évig jogot is hallgatott, mert érdekelte a magyar jogtörténet.
A Rugonfalvi Kiss família tulajdonában volt egy 1676-ban, Lőcsén kiadott nyomtatvány, amely Balassi Bálint és Rimay János verseit tartalmazta. 1901-ben erről a kötetről írta első tudományos közleményét. A tanulmányra felfigyelt báró Radvánszky Béla koronaőr, a kor neves történésze, aki meghívta magához sajókazai kastélyába, hogy rendezze a család gazdag könyvtárát és oklevéltárát.
1904-ben sikerrel védte meg bölcsészdoktori diplomáját, melynek megszerzése után „egyéves önkéntesként” a békéscsabai 101-es közös gyalogezredhez vonult be. Az ezred egyik zászlóalját Bécsbe vezényelték. Itt szabad idejében különleges parancsnoki engedéllyel levéltári kutatásokat folytatott. A Helytartótanács I. Ferdinánd korában című művét még Sajókazán kezdte írni, de csak katonai szolgálata alatt fejezte be.
Sajókazán ismerkedett meg a Radvánszky család háziorvosának leányával, Fábri Jolánnal, akit 1907-ben feleségül is vett. E házasságból két fia született, István és András. A család ekkor már Győrben élt, mert Rugonfalvi Kiss István elnyerte Győr vármegye főlevéltárosi tisztét. A Győrben töltött négy esztendő alatt több mint harminc tanulmányt írt. Itt készült el kétkötetes műve, az 1909-ben kiadott Az utolsó nemesi felkelés, mely a győri csatát és annak előzményeit mutatja be.
1911-ben a Debreceni Református Kollégiumban a teológiai és a jogi kar mellé életre hívták a bölcsészfakultást is. Rugonfalvi Kiss István megpályázta és elnyerte az új, a Magyar Történeti Tanszékre meghirdetett állást. 1914-ben a Református Kollégiumból létrehozták az állami Gróf Tisza István Tudományegyetemet. Az új intézmény oktatói közé átvette Rugonfalvi Kiss Istvánt is. A világháborús mozgósítás miatt tartalékos főhadnagyként be kellett vonulnia. 1916-os felmentéséig két évet szolgált az orosz, majd az olasz fronton.
Az összeomlás után a Debrecenben élő székelyek és a hozzájuk csatlakozó menekültek megalakították a Székely Nemzeti Tanácsot. Elnökükké Rugonfalvi Kiss Istvánt választották. Amikor 1918. december elején Marosvásárhelyen összehívták a székely nemzetgyűlést, Kiss István az ő képviseletükben szólalt fel. Nagy hatású beszédében fegyveres ellenállásra biztatott. Részt vett a Székely Hadosztály első alakulatainak a megszervezésében is. Amikor 1919 januárjában a Székely Hadosztály áttette székhelyét Debrecenbe, Rugonfalvi Kiss István toborzókörútra indult és sikerrel közvetített a hadosztály iránt bizalmatlan Károlyi kormányzat, és a harcoló alakulat között. Sikerült Böhm Vilmos hadügyminisztert meggyőznie a keleti védelmi vonal megerősítésének szükségességéről, és a hadosztály számára pénzt és fegyvert szereznie. 1919. március 2-án Szatmárnémetiben Károlyi Mihály több kormánytaggal együtt megtekintette a székelyek harckészségét. Ezt a Károlyit árulónak tartó székely katonák arra akarták felhasználni, hogy az ország vezetőit elfogják, de az akciót sikerült Rugonfalvi Kiss Istvánnak személyes fellépésével megakadályoznia. Kun Béla hatalomra kerülése után azonban 1919. március 30-án a románok előtti fegyverletétel mellett érvelt.
Mivel ő őrizte a Székely Hadosztály pénzalapját, mintegy harmincmillió koronát, a megszálló hatóságok megpróbálták elfogni, de sikerült időben átszöknie a Nemzeti Hadsereg által ellenőrzött területre. A Horthy-féle konszolidáció után visszatért a debreceni egyetemre, ahol a Magyar Történeti Tanszék vezetőjeként és a bölcsészettudományi kar dékánjaként vett részt az egyetemi élet újraindításában.
Még egyetemi hallgatóként ismerkedett meg Szekfű Gyulával, ám később a közöttük fellángoló szakmai viták nem egyszer elkeseredett személyeskedésbe torkolltak. Az első összecsapásuk tárgya Szekfű Gyulának A száműzött Rákóczi című, botrányt kavaró tanulmánya volt. 1929-ben ismét hevesen egymásnak feszültek, amikor megjelent Szekfű Gyula Bethlen Gábor című tanulmánya. A két kiváló történésznek eltérő volt a véleménye Bethlen Gábor személyiségéről és történelmi jelentőségéről. Kiss István a saját költségén kiadott, az Átértékelt Bethlen Gábor című nagylélegzetű tanulmányában válaszolt ellenfelének. A harmincas évektől egyre inkább szülőföldje, Erdély került érdeklődésének homlokterébe. Ebben az alkotói korszakában született meg a legismertebb vállalkozása, A nemes székely nemzet képe című műve.
A front közeledtével a már nyugállományba helyezett professzor Debrecenből Budapestre menekült. A főváros ostromát szerencsésen túlélte, ám ugyanakkor kéziratainak jelentős része a bombázások során megsemmisült. A háború után az őt ért vádak ellen volt kénytelen védekezni. Az ellene kibontakozó hisztériában valószínűleg része volt az új hatalommal megalkuvó, magának befolyást, jó pozíciót biztosító Szekfű Gyulának is. Sorsát végleg az pecsételte meg, hogy visszautasította a történészszakma egyik új irányítója, Molnár Erik együttműködési ajánlatát.
Két koncepciós per is indult ellene, majd többszöri tárgyalás után a büntetőtanács az idős történészt börtönbüntetésre ítélte. A szegedi Csillag börtönből csak súlyos betegség árán szabadulhatott. Családja ekkor már Biharkeresztesen élt. Szabadulása után ide tért meg, ahol haláláig élt. Debrecenben temették el.

## Munkássága
Stúdiumai átölelték a jog- és alkotmánytörténetet, a hivataltörténetet, foglalkozott heraldikával és genealógiával, valamint a magyar és azon belül a székely társadalom történeti változásaival, irodalomtörténeti kérdésekkel és politológiával is.

## Művei
- A magyar helytartótanács I. Ferdinánd korában és 1549-1551. évi leveles könyve. Budapest, 1908.

Kiadatlan kéziratai, a Debreceni Egyetem Egyetemi és Nemzeti Könyvtár Kézirattára, Rugonfalvi Kiss István iratai. Ms. 146.